# Mick Meagan
Michael Kevin „Mick“ Meagan (* 29. Mai 1934 in Dublin; † 27. November 2022 in oder nahe Dublin) war ein irischer Fußballspieler und -trainer. Er wurde zumeist auf der linken Seite als Außenläufer oder -verteidiger eingesetzt und sein größter Erfolg war 1963 mit dem FC Everton der Gewinn der englischen Meisterschaft. Später arbeitete er als Trainer unter anderem für die irische Nationalmannschaft und war dabei 1969 der Erste in dieser Funktion, der die Kadernominierung eigenverantwortlich durchführen durfte (anstelle des vorherigen Auswahlkomitees).

## Sportlicher Werdegang

### Vereinskarriere
„Chick“, wie Meagan als Spieler genannt wurde, erlernte das Fußballspielen in seiner irischen Heimat als Halbstürmer gleichsam auf der linken und rechten Seite. Nach einem Jugendauswahlspiel gegen eine Liverpooler Mannschaft wurde er von Harold Pickering im Jahr 1952 entdeckt, der ihn wiederum in seiner Funktion als Scout des FC Everton zu einem Probetraining nach Merseyside einlud. Der Ire brauchte einen Monat, bevor er Everton von seinen Qualitäten überzeugte und fortan in den Kader des Reserveteams aufrückte. Die erste Mannschaft war 1951 in die zweite Liga abgestiegen und obwohl der Verein mit Peter Farrell, Tommy Eglington, Jimmy O’Neill und Don Donovan über eine große irische Fraktion verfügte, in der sich Meagan sehr heimisch fühlte, dauerte es sehr lange mit seinem sportlichen Durchbruch. Gegen die Stammspieler konnte er sich unter Trainer Cliff Britton nicht durchsetzen und mit diesem Problem hatten auch gleichaltrige Mannschaftskollegen wie Albert Dunlop, George Kirby, Jimmy Harris und Brian Harris zu kämpfen. Everton kehrte 1954 in die Erstklassigkeit zurück und er debütierte schließlich daheim gegen die Wolverhampton Wanderers im ersten Spiel der Saison 1957/58 – mittlerweile hatte Ian Buchan Brittons Nachfolge angetreten. Dabei zählte der namhafte Billy Wright zu Meagans Gegenspielern. Er absolvierte letztlich 41 Partien in einem Jahr und profitierte davon, dass er aufgrund seiner Schnelligkeitsdefizite von der Halbstürmer- auf die Außenläuferposition zurückgezogen worden war, auf der seine Spielintelligenz besser zum Tragen kam (er galt dazu als ein idealer Partner beim Doppelpass). Ebenfalls in dieser Spielzeit gelang ihm gegen den AFC Sunderland sein erstes und einziges Tor für die „Toffees“. 
Im Oktober 1958 wurde sein Landsmann Johnny Carey neuer Everton-Trainer und obwohl Meagan auf seiner Position häufig Brian Harris oder Jimmy Gabriel vorgezogen wurden, kam er stets auf eine zweistellige Einsatzzahl pro Jahr. Als im April 1961 Harry Catterick auf Carey folgte, setzte ihn dieser zumeist als Außenverteidiger ein – häufig auf links, obwohl sein stärkerer Fuß der rechte war. Seinen größten Erfolg feierte er dann in der Spielzeit 1962/63, als er mit Everton die englische Meisterschaft gewann. Dabei agierte er erst als Vertretung für Alex Parker als Rechtsverteidiger und danach für George Thomson auf der linken Seite und trug mit 32 Ligaeinsätzen maßgeblich zum Titelgewinn bei. Ein Jahr später verließ er Liverpool in Richtung des Zweitligisten Huddersfield Town. Dabei war er Teil eines Tauschgeschäfts mit Ray Wilson, der in umgekehrter Richtung bei Everton anheuerte. 
In Huddersfield verbrachte Meagan vier Jahre, bevor es ihn für eine Saison zu Halifax Town verschlug. Der dort aktive Trainer Alan Ball ermutigte Meagan dazu, in den Trainerberuf zu wechseln und so betätigte er sich nach seiner Rückkehr in die irische Heimat im Jahr 1969 als Spielertrainer. Parallel zu seinem bis 1973 andauernden Engagement für Drogheda United arbeitete er bis 1971 auch als irischer Nationaltrainer. Ab 1974 war er danach noch bis 1976 für die Shamrock Rovers aktiv, bevor er 1976 sowohl seine aktive Laufbahn als auch seine Trainertätigkeiten, für die er eigenen Angabe zufolge nie echte Leidenschaft empfand, beendete.
Nach dem Abschied vom Profifußball arbeitete Meagan in einer psychiatrischen Klinik.

### Irische Nationalmannschaft
Im Jahr 1969 wurde Meagan Trainer der irischen A-Nationalmannschaft – zu einer Zeit, als er noch selbst aktiv war, nachdem er 1961 gegen Schottland im Hampden Park debütiert hatte. Das Team befand sich zu dem Zeitpunkt seiner Übernahme als Trainer in der Qualifikationsphase für die WM 1970 in Mexiko und hatte dabei die ersten drei Spiele in Serie verloren. Bei seinem Trainerdebüt anlässlich eines Freundschaftsspiels gegen Schottland (1:1) absolvierte er noch selbst sein 17. und letztes Länderspiel, bevor sein Pflichtspieleinstand mit einer 0:3-Niederlage gegen die Tschechoslowakei endete (nach einem Hattrick von Jozef Adamec). Kurze Zeit später sorgte zumindest das 1:1 daheim gegen Dänemark dafür, dass Irland in der Qualifikationsrunde nicht komplett punktlos blieb. Nach zwei Pleiten in Freundschaftsspielen gegen Polen und Deutschland begann die Qualifikation für die Europameisterschaft 1972 mit einem Achtungserfolg beim 1:1 gegen Schweden, aber danach setzte es vier Niederlagen in Folge, zuletzt daheim ein 1:4 gegen Österreich. Nach nicht einmal zwei Jahren wurde Meagan dann von den Aufgaben befreit und somit endete seine zwölf Partien andauernde Ära sieglos. Insgesamt litt er besonders darunter, dass er oft auf wichtige Leistungsträger verzichten musste, da Länderspiele sonntags stattfanden – nur einen Tag nach Vereinsspielen. Meagan setzte insgesamt 30 verschiedene Akteure ein. Davon gaben zehn ihren Einstand, darunter auch Steve Heighway vom FC Liverpool.

## Titel/Auszeichnungen
- Englische Meisterschaft (1): 1963
- Charity Shield (1): 1963